# Бург-ан-Бресс (округ)
Округ Бург-ан-Бресс (фр. Arrondissement de Bourg-en-Bresse) — округ у Франції, в департаменті Ен. 2023 року округ об'єднував 199 муніципалітетів, населення становило 340 382 особи.
Адміністративний центр (супрефектура) — Бург-ан-Бресс.

## Муніципалітети
Список муніципалітетів округу та їхні коди INSEE:
1. Амбер'є-ан-Домб (01005)
2. Аньєр-сюр-Сон (01023)
3. Арбіньї (01016)
4. Арс-сюр-Форман (01021)
5. Аттінья (01024)
6. Баже-Доммартен (01025)
7. Баже-ле-Шатель (01026)
8. Балан (01027)
9. Банен (01028)
10. Бей (01042)
11. Бейно (01043)
12. Беліньє (01032)
13. Бені (01038)
14. Березья (01040)
15. Бізья (01046)
16. Бір'є (01045)
17. Боа-Мейр'я-Ринья (01245)
18. Бо (01057)
19. Бопон (01029)
20. Борегар (01030)
21. Бресс-Валлон (01130)
22. Брессоль (01062)
23. Буассе (01050)
24. Буліньє (01052)
25. Бург-ан-Бресс (01053)
26. Бюелла (01065)
27. Вален (01428)
28. Валь-Ревермон (01426)
29. Ванден (01429)
30. Везін (01439)
31. Вержон (01432)
32. Верну (01433)
33. Версає (01434)
34. Вескур (01437)
35. Віллар-ле-Домб (01443)
36. Віллетт-сюр-Ен (01449)
37. Вільмотьє (01445)
38. Вільнев (01446)
39. Вільреверсюр (01447)
40. Вір'я (01451)
41. Вонна (01457)
42. Гарнеран (01167)
43. Герен (01183)
44. Горрево (01175)
45. Гран-Коран (01177)
46. Грієж (01179)
47. Даньє (01142)
48. Домп'єрр-сюр-Шаларонн (01146)
49. Домп'єрр-сюр-Вейль (01145)
50. Домсюр (01147)
51. Дром (01150)
52. Дрюя (01151)
53. Жассан-Ріотьє (01194)
54. Жассрон (01195)
55. Женує (01169)
56. Жея (01196)
57. Журнан (01197)
58. Ійя (01188)
59. Коліньї (01108)
60. Кондесья (01113)
61. Конфрансон (01115)
62. Корвесья (01125)
63. Кормо (01124)
64. Корморанш-сюр-Сон (01123)
65. Кран (01129)
66. Кротте (01134)
67. Крюзій-ле-Мепія (01136)
68. Курмангу (01127)
69. Курт (01128)
70. Кюрсья-Донгалон (01139)
71. Кюртафон (01140)
72. Ла-Буасс (01049)
73. Ла-Транкльєр (01425)
74. Ла-Шапель-дю-Шатлар (01085)
75. Л'Абержман-Клемансья (01001)
76. Лан (01211)
77. Лапейруз (01207)
78. Ле (01203)
79. Ле-Планте (01299)
80. Лешеру (01212)
81. Люрсі (01225)
82. Малафрета (01229)
83. Манзья (01231)
84. Мантене-Монлен (01230)
85. Марбо (01232)
86. Марльє (01235)
87. Марсонна (01236)
88. Масьє (01238)
89. Мезер'я (01246)
90. Мейонна (01241)
91. Мессімі-сюр-Сон (01243)
92. Мізер'є (01250)
93. Мірибель (01249)
94. Мйонне (01248)
95. Монлюель (01262)
96. Монмерль-сюр-Сон (01263)
97. Монраколь (01264)
98. Монревель-ан-Бресс (01266)
99. Монсе (01259)
100. Монсо (01258)
101. Монтанья (01254)
102. Монтьє (01261)
103. Моньєнен (01252)
104. Невіль-ле-Дам (01272)
105. Нейрон (01275)
106. Нівінь-е-Сюран (01095)
107. Ньєвро (01276)
108. Озан (01284)
109. Откур-Романеш (01184)
110. Парсьє (01285)
111. Пейзьє-сюр-Сон (01295)
112. Перонна (01289)
113. Перре (01291)
114. Пізе (01297)
115. Піражу (01296)
116. Полья (01301)
117. Пон-де-Во (01305)
118. Пон-де-Вейль (01306)
119. Пуя (01309)
120. Рамасс (01317)
121. Рансе (01318)
122. Ревонна (01321)
123. Рейр'є (01322)
124. Рейссуз (01323)
125. Рельван (01319)
126. Реплонж (01320)
127. Роман (01328)
128. Савіньє (01398)
129. Салавр (01391)
130. Сандран (01393)
131. Сейзер'я (01072)
132. Сен-Бенінь (01337)
133. Сен-Бернар (01339)
134. Сен-Дені-ле-Бур (01344)
135. Сен-Дідьє-д'Осья (01346)
136. Сен-Дідьє-де-Форман (01347)
137. Сен-Дідьє-сюр-Шаларонн (01348)
138. Сен-Жан-де-Тюриньє (01362)
139. Сен-Жан-сюр-Рейссуз (01364)
140. Сен-Жан-сюр-Вейль (01365)
141. Сен-Жені-сюр-Мантон (01355)
142. Сен-Жермен-сюр-Ренон (01359)
143. Сен-Жорж-сюр-Ренон (01356)
144. Сен-Жульєн-сюр-Рейссуз (01367)
145. Сен-Жульєн-сюр-Вейль (01368)
146. Сен-Жуст (01369)
147. Сен-Лоран-сюр-Сон (01370)
148. Сен-Марсель (01371)
149. Сен-Мартен-дю-Мон (01374)
150. Сен-Мартен-ле-Шатель (01375)
151. Сен-Морис-де-Бейно (01376)
152. Сен-Нізьє-ле-Бушу (01380)
153. Сен-Нізьє-ле-Дезер (01381)
154. Сен-Поль-де-Вара (01383)
155. Сен-Ремі (01385)
156. Сен-Сір-сюр-Мантон (01343)
157. Сен-Сюльпіс (01387)
158. Сен-Трив'є-де-Курт (01388)
159. Сен-Трив'є-сюр-Муаньян (01389)
160. Сент-Андре-де-Баже (01332)
161. Сент-Андре-де-Корсі (01333)
162. Сент-Андре-д'Юїр'я (01334)
163. Сент-Андре-ле-Бушу (01335)
164. Сент-Андре-сюр-В'є-Жонк (01336)
165. Сент-Етьєнн-дю-Буа (01350)
166. Сент-Етьєнн-сюр-Шаларонн (01351)
167. Сент-Етьєнн-сюр-Рейссуз (01352)
168. Сент-Ефемі (01353)
169. Сент-Круа (01342)
170. Сент-Олів (01382)
171. Серва (01405)
172. Сервінья (01406)
173. Сермуає (01402)
174. Сертін (01069)
175. Сівріє (01105)
176. Сіз (01106)
177. Сімандр-сюр-Сюран (01408)
178. Сюлінья (01412)
179. Тій (01418)
180. Тосья (01422)
181. Трамуа (01424)
182. Треву (01427)
183. Туассе (01420)
184. Тусьє (01423)
185. Фарен (01157)
186. Феян (01159)
187. Фран (01166)
188. Франшлен (01165)
189. Фуасья (01163)
190. Шаванн-сюр-Рейссуз (01094)
191. Шавейр'я (01096)
192. Шаламон (01074)
193. Шален (01075)
194. Шанен (01083)
195. Шано-Шатене (01084)
196. Шатене (01090)
197. Шатійон-ла-Палю (01092)
198. Шатійон-сюр-Шаларонн (01093)
199. Шевру (01102)